# Строительство 859 и ИТЛ
Строительство 859 и ИТЛ (другие названия — ИТЛ и Строительство 859, ИТЛ Строительства 859) — исправительно-трудовой лагерь при Строительстве № 859 с центром в городе Кыштыме, задачей которого было строительство комбината «Маяк».

## История
4 июня 1946 года в составе ИТЛ Челябметаллургстроя организован отдельный лагерный район для обслуживания Строительства 859. Официально создан 3 октября 1946, подчинён ГУЛПС (Главное управление лагерей промышленного строительства). В сентябре 1946 года строительство посетил зам. Предсовмина Л. М. Каганович. После его визита 11 октября 1946 Челябметаллургстрой разделен на 2 самостоятельных строительства: Строительство 859 и Челябметаллургстрой.
Адрес: «г. Кыштым Челябинской обл., п/я 2», телеграфные коды: «Озеро», «Скала».
31 января 1949 года ИТЛ Строительства 859 закрыт и переименован в Строительство 247 и ИТЛ.

## Численность
| Дата           | численность | Дата          | численность |
| -------------- | ----------- | ------------- | ----------- |
| 1 октября 1946 | 5 926       | 1 января 1948 | 20 376      |
| 1 января 1947  | 7 584       | 1 января 1949 | 10 566      |

При выполнении срочного и секретного задания правительства встал вопрос о рабочей силе. Возможность использования военнопленных не рассматривалась в силу секретности объекта и низкой производительности труда этого контингента, они выполняли дневную норму лишь на 60-70 %. Использование трудармейцев (то есть спецпереселенцев) и заключенных так же было затруднено в силу секретности объекта. По мнению современных историков, значительную часть работ по строительству комбината выполнили заключенные трудармейцы из числа российских немцев, а также военно-строительные батальоны. Они были скомплектованы из личного состава расформированных частей действующей армии, в них направлялись советские военнопленные, освобожденные весной 1945 года. Нахождение в плену не засчитывалось за срок службы, таким образом им предстояло прослужить дополнительные годы после конца войны. Также военно-строительные батальоны пополнялись за счёт репатриированных «остарбайтеров» призывного возраста. Всего для участия в Строительстве № 859 были созданы 10 военно-строительных батальонов численностью около тысячи человек каждый, то есть общей численностью около 10 тысяч человек. Таким образом, несмотря на трудности привлечения заключённых к секретным работам, их число превышало, порой более чем в два раза, число военных строителей. Контингент заключенных, используемых на строительстве, был отфильтрован «по статейному и физическому признакам».

## Производство
- обслуживание Строительства 859 МВД,
- жилищное и коммунально-бытовое строительство [4],
- строительство завода № 817 (изготавливал оружейный плутоний для боеголовок ядерных бомб).
- работа на 2 кирпичных заводах, угольной шахте, известковом карьере на ст. Федоровка и ДОКе (были переданы из ИТЛ Челябметаллургстроя 11 октября 1946),
- добыча мрамора на Прохорово-Баландинском месторождении, в том числе для строительства МГУ.
- работа в 2 подсобных совхозах.

## Начальники
- Рапопорт Я. Д., старший майор государственной безопасности (генерал-майор инженерно-технической службы) с 11 октября 1946 по 12 июля 1947[2].
- и. о. Сапрыкин В. А., инженер-полковник (упоминается 18.02.47)
- Царевский М. М., генерал-майор инженерно-технической службы, с 12 июля 1947 — не ранее 10 июля 1948.

### Заместители начальника
- Камаев К. П., старший лейтенант, с 3 октября 1946 — 7 февраля 1947.
- Честных П. П., полковник, с 7 февраля 1947 — ?